# Armée de l'air impériale russe

Penon de queue.

L' Armée de l'air impériale russe (en russe : Императорскiй военно-воздушный флотъ) existe au sein des forces armées de la Russie impériale de 1910 à 1917.

## Histoire

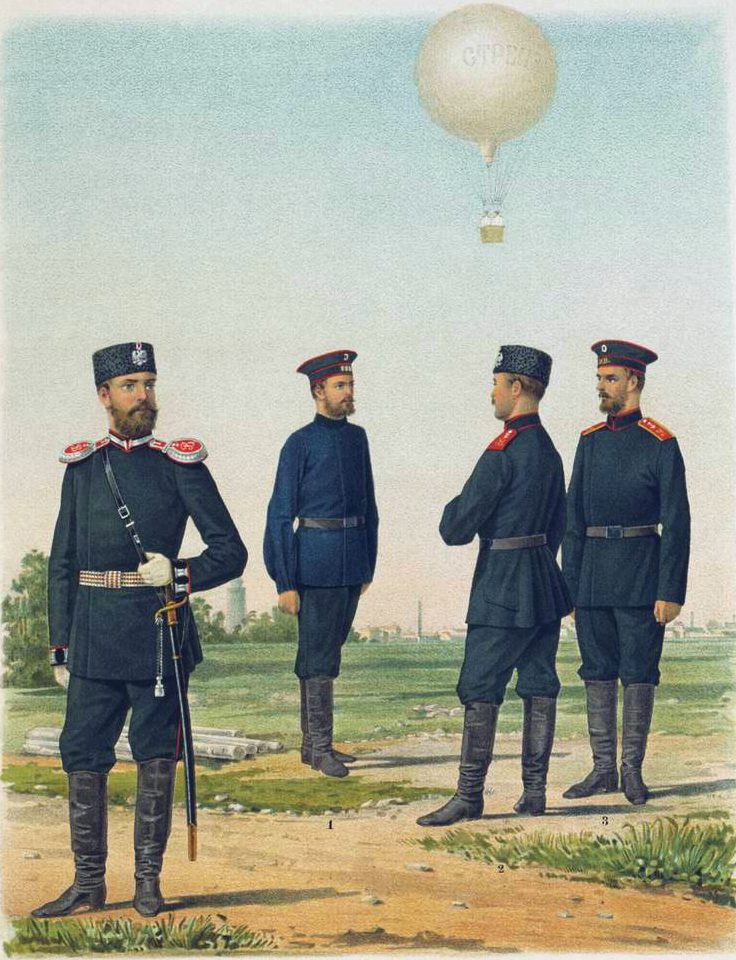
Uniformes d’aéronautes vers 1890.

Le premier projet d'une force aérienne est établi par Nicolas Kibaltchitch et Alexandre Mojaïski dans les années 1880 puis par Constantin Tsiolkovsky lors de la décennie suivante. Le « parc d’apprentissage de navigation aérienne » (Учебный воздухоплавательный паркъ), situé non loin de Saint-Pétersbourg et chargé de la formation d’officiers-aéronautes, exista de 1885 à 1910. La première école d'aérodynamique fut créée par Nikolaï Joukovski, en 1904 à Kachino. Au début, elle était équipée de ballons d'observation et constitua les premières unités en 1903.
En 1910, l'Armée impériale acquiert des avions français pour entraîner ses pilotes militaires. Les premiers avions livrés par Igor Sikorsky sont le quadrimoteur Rousski Vitiaz puis l'Ilia Mouromets, et Dmitri Grigorovitch livre les premiers hydravions en 1913. En 1914, l'Armée de l'air envoie des avions à la recherche de l'expédition polaire de Gueorgui Sedov.
Les deux premières écoles de pilotage furent créées à Sébastopol et Gatchina et Alexandre Mikhaïlovitch de Russie fut l'un des premiers commandants de l'Armée de l'air.

## La Première Guerre mondiale

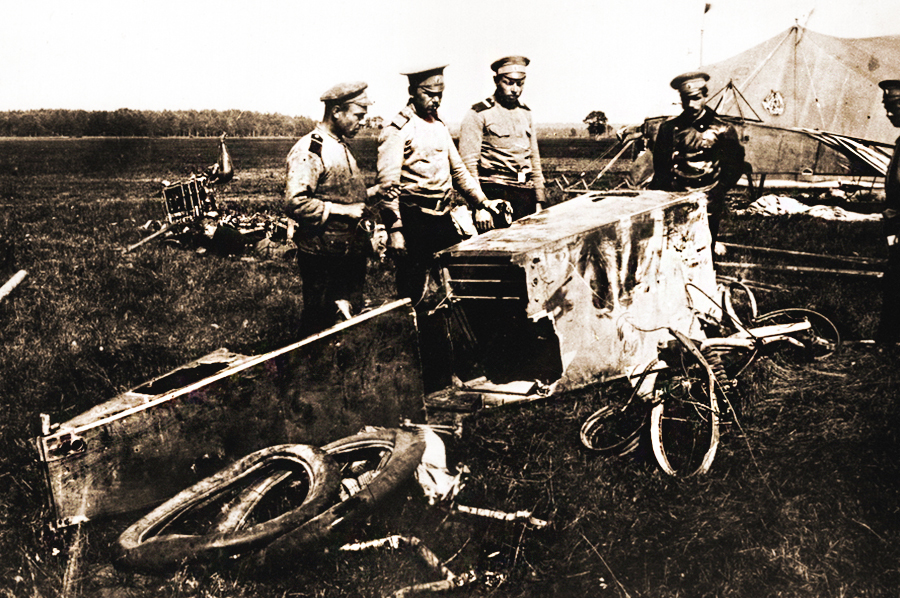
Première victoire, taran de Nesterov.

La force aérienne russe constitue l'une des premières, juste après celle de la France. Elle utilise des appareils français pour la reconnaissance et le réglage d'artillerie. En décembre 1914, une escadrille de bombardiers Ilia Mouromets fut créée, commandée par le major-général Mikhaïl Chidlovsky pour bombarder les installations ennemies.
L'armée de l'air dépendait au début du génie avant d'être directement attaché à la Stavka en 1915.
L'armée de l'air eut beaucoup à souffrir du manque de matériels et la construction se trouvait bien en dessous de celles des empires centraux.
Elle eut un soutien de l’aéronautique française qui dépêcha plusieurs dizaines d'instructeurs à partir de 1916 et constituera en avril/mai 1917 deux escadrilles disposant au total de 30 avions qui se battront en Ukraine jusqu'au début de la guerre civile russe en février 1918.
Après la Révolution russe les forces fidèles au nouveau gouvernement bolchéviques devinrent l’Armée de l'air des travailleurs et paysans et combattirent les forces aériennes blanches commandées par le général Tkatchiov.

## Source
- (en) Cet article est partiellement ou en totalité issu de l’article de Wikipédia en anglais intitulé « Imperial Russian Air Service » (voir la liste des auteurs).